# Plaça de toros de les Arenes
La plaça de toros de les Arenes és un edifici que ocupa una illa de l'Eixample al costat nord de la plaça d'Espanya de Barcelona, catalogat com a bé d'interès documental (categoria D). i inclòs a l'Inventari del Patrimoni Arquitectònic Català. Actualment acull un centre comercial, que conté dos supermercats (Mercadona i Veritas), una botiga Fnac, una farmàcia, un centre d'estètica, diversos locals de restauració (tant restaurants com cadenes de menjar ràpid) i sobretot de moda, una botiga Nespresso de càpsules de cafè i cafeteres, un gimnàs equipat amb spa de la cadena Metropolitan, un complex multicinemes del Grup Balañá i una terrassa-mirador. La planta soterrani uneix el complex amb l'Estació d'Espanya (L1, L3 i FGC).

## Història i arquitectura

### Plaça de Braus

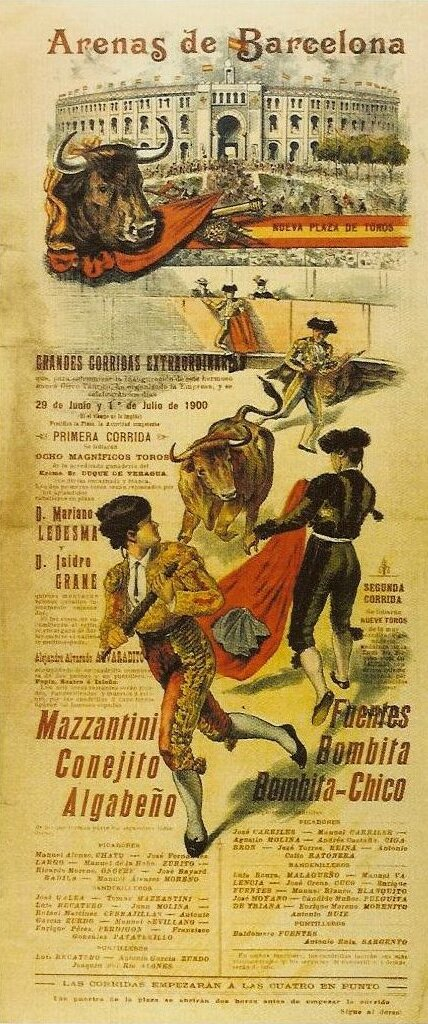
Cartell d'inauguració de la plaça de toros

Va ser construïda per iniciativa de l'empresari Josep Marsans i Rof, segons el projecte de l'arquitecte August Font i Carreras, que utilitzà un llenguatge neomudèjar. La nova plaça, inaugurada el 29 de juny del 1900, agafava el relleu d'el Torín de la Barceloneta, que havia quedat petit per la ciutat. El 1927, Marsans arrendà la plaça a Pere Balañá i Espinós. A començament de la dècada del 1950, a banda d'albergar les curses de braus, la plaça també es va fer servir per donar cabuda a altres esdeveniments com les finals del campionat d'Espanya de bàsquet, i d'altres finals esportives. El 19 de juny del 1977 s'hi va celebrar l'última cursa.

### Nous usos, remodelat a partir del 1989
El 1988, la Fira de Barcelona va plantejar d'enderrocar-la per a construir-hi un pavelló, cosa que finalment no es feu a causa del litigi sobre la preservació de l'edifici, i el 1989, l'Ajuntament de Barcelona va començar un procés d'expropiació que no es va completar. Deu anys més tard, el 1999, el grup Sacresa de la família Sanahuja la va comprar per a construir-hi un centre d'oci. El pressupost inicial era de 60 milions d'euros, finançats per Sacresa, ACS de Florentino Pérez, i la família Lara, i el projecte fou encarregat a l'arquitecte Richard Rogers.
Els arquitectes que van fer les intervencions del 1991 - 2011 eren Alonso i Balaguer Arquitectes Associats (Lluís Alonso Calleja, Sergi Balaguer Barbadillo), i Rogers Stirk Harbour + Partners (Richard Rogers). Van conservar la façana, sostinguda per un porxo d'acer i formigó armat a causa de la diferència de cota amb els carrers circumdants (la plaça de braus estava edificada sobre el turó de la Vinyeta), i hi afegiren una coberta en forma de cúpula, que inclou un teatre-auditori, i un edifici d'oficines annex amb façana al carrer de Llança, que oculta la Casa de la Papallona.
La crisi financera del 2008 va retardar el projecte, i el centre comercial no obriria les portes fins al 24 de març del 2011. En un primer moment hi va allotjar el Museu del Rock, amb la col·lecció de Jordi Tardà, periodista i crític musical. Era considerat el primer del seu gènere a Europa, però malauradament va presentar concurs de creditors el febrer del 2012 i va tancar al públic.

## Galeria d'imatges

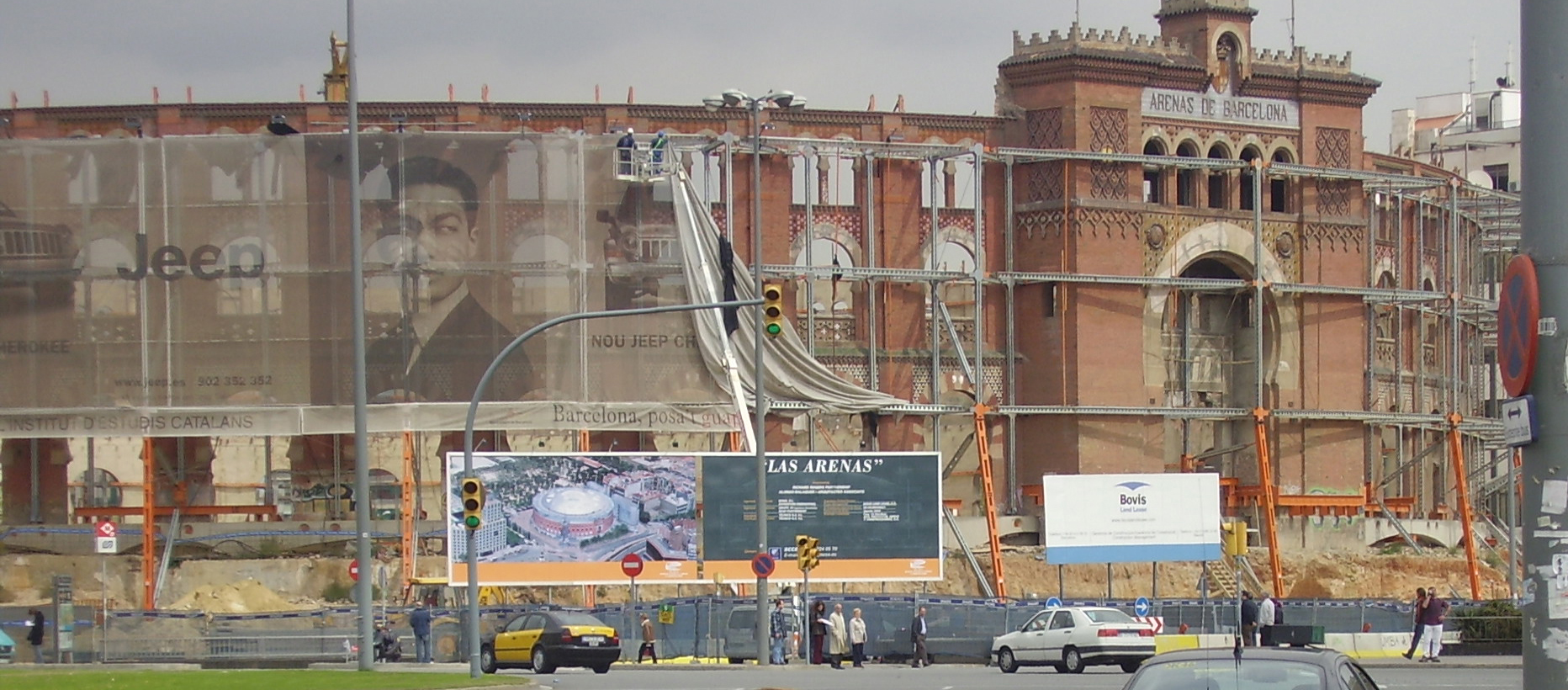
Obres de remodelació (abril 2005)
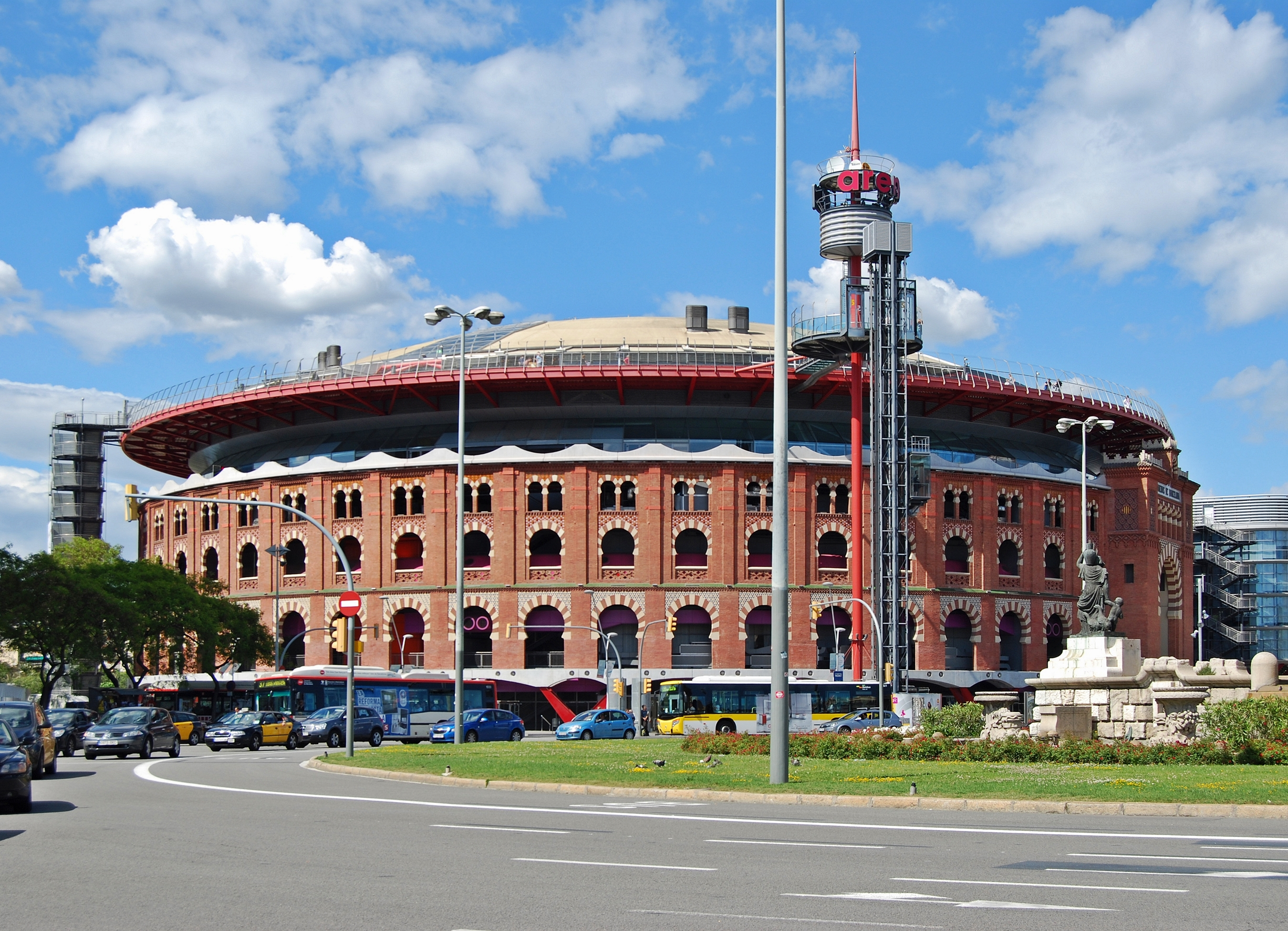
Vista des de la plaça d'Espanya
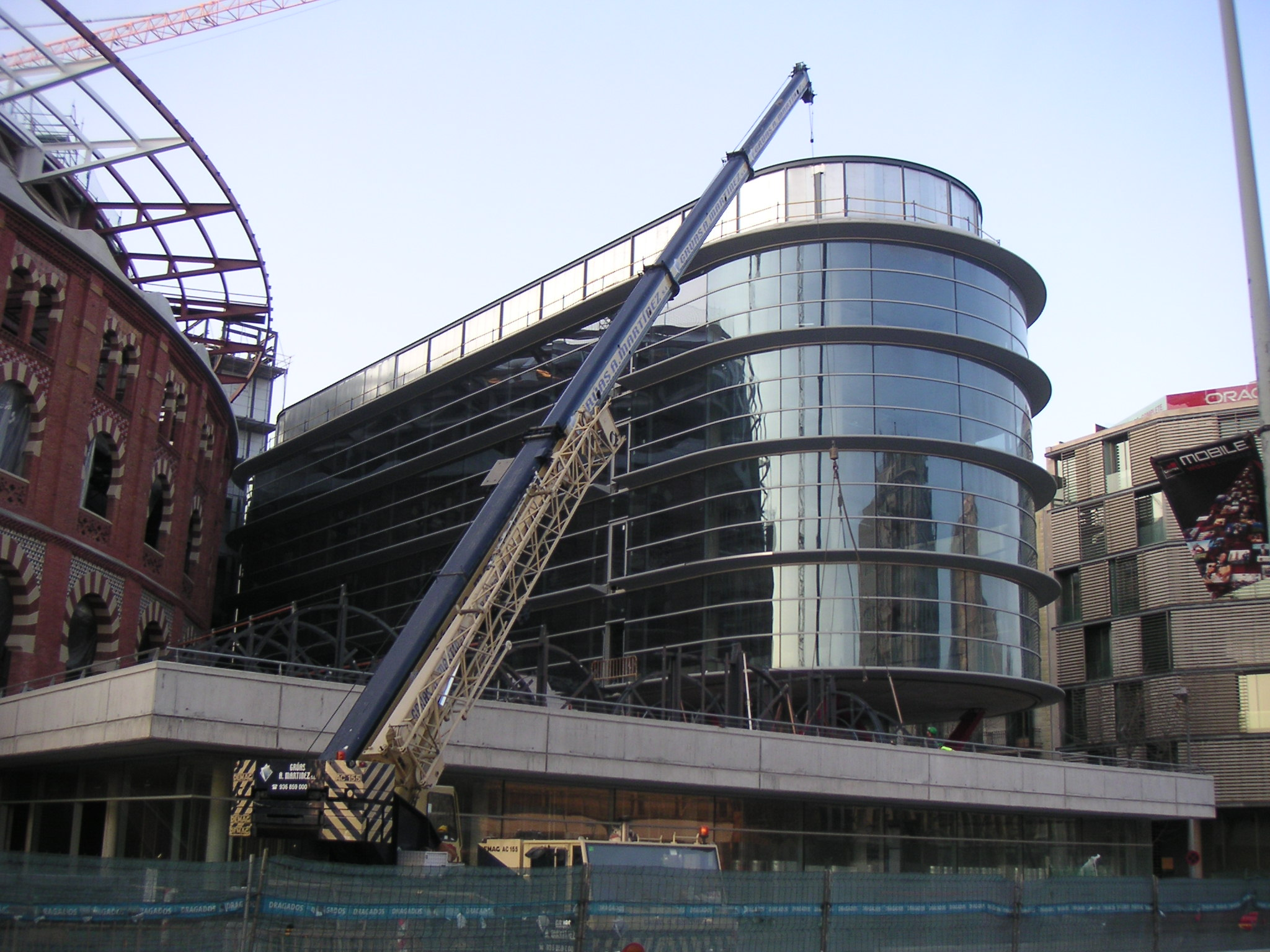
L'edifici annex davant de la Casa Fajol
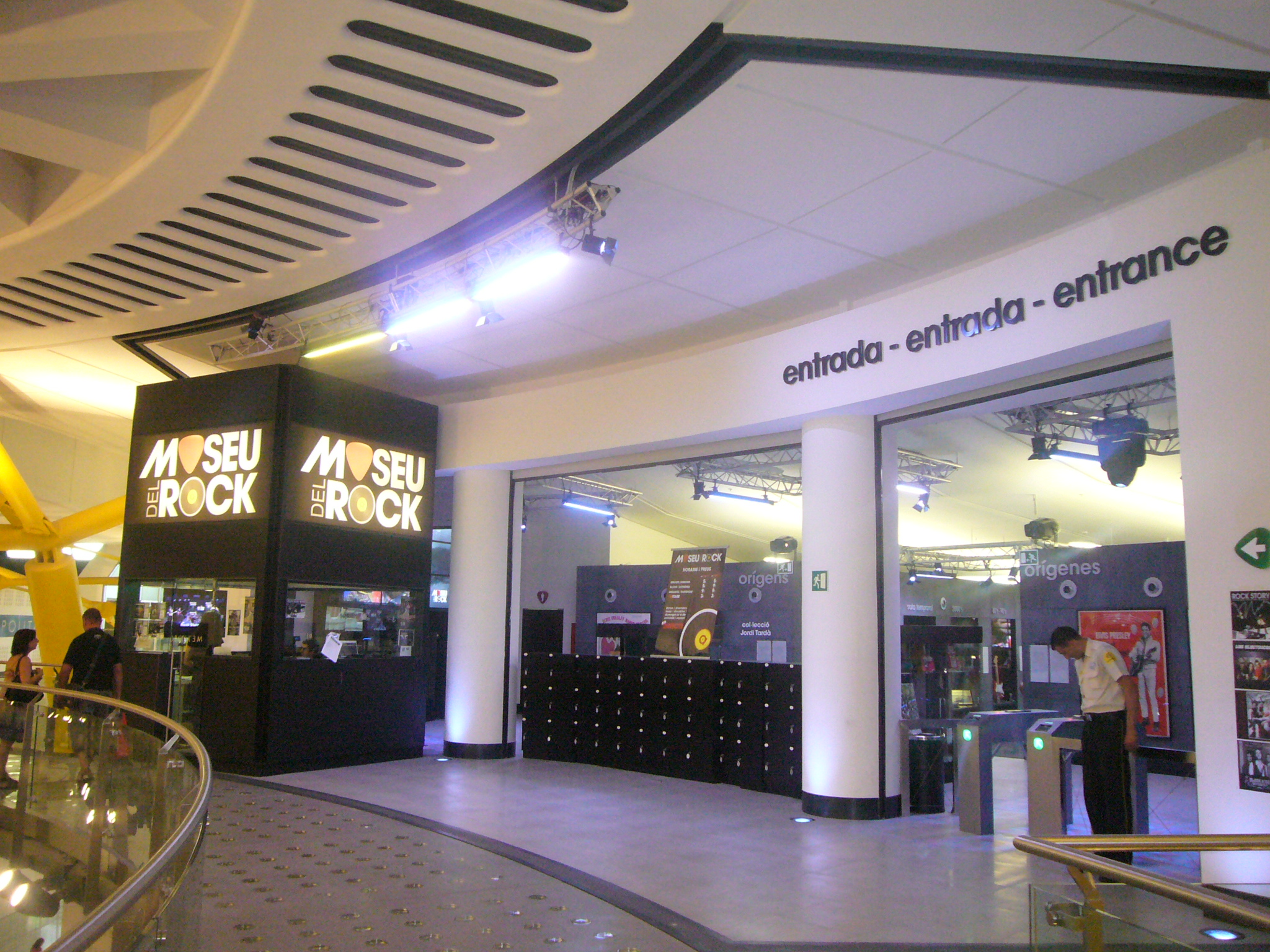
Entrada al Museu del Rock